# てんこもり (TEMPURA KIDZのアルバム)
『てんこもり』は、日本のダンスパフォーマンスユニットTEMPURA KIDZの1枚目のスタジオ・アルバム。
2015年9月16日リリース。

## 詳細
およそメジャー・デビュー前にあたる2012年11月13日にYouTube限定という形でミュージック・ビデオが公開され、再生回数が100万回を突破した「CIDER CIDER」をはじめ、メジャー・デビュー後、約3年間にリリースされてきたCDや配信曲などを含む全11曲からなるTEMPURA KIDZのスタジオ・アルバム・デビュー作。ミュージック・ビデオを7曲収録したDVDが付属する初回生産限定盤と、通常版の2種類でリリースされ、HMVで購入すると数量限定のオリジナル・ステッカーが付属する。また、リリース当日は同日、リニューアル・オープンしたてんや原宿店とのコラボレーションでTEMPURA KIDZのメンバー全員を「一日店長」と称するイベントが行われ、その後、メンバーはアルバムのリリースを記念としたニコニコ生放送の冠番組に出演した。なお、TEMPURA KIDZはその後、アルバムのリリース・イベントを日本各地で行っている
。

## パッケージ
- 初回生産限定盤（SECL-1776~7、CD+DVD）[4]
- 通常盤（SECL-1778、CD）[5]

## 収録曲

### CD
1. CIDER CIDER (3:50)
作詞・作曲・編曲：RAM RIDER
  - 2012年11月13日にプレデビュー曲としてミュージック・ビデオがYoutubeに公開されていたが、今回初CD化。
2. はっぴぃ夏祭り (4:09)
作詞・作曲：安永龍平 編曲：nishi-ken
  - 2013年7月10日にリリースされた2枚目のシングル。
  - テレビ東京系アニメ『超速変形ジャイロゼッター』第3期エンディングテーマ。
3. LOLLiPOP (3:43)
作詞：イワツボコーダイ 作曲：イワツボコーダイ、KAY 編曲：KAY
  - 2015年8月5日にリリースされた3枚目のシングル。
  - メンバーが考案した2人1組で踊る振り付けを真似した動画が、おもに女子高生を中心としてツイッターに投稿され、さらに、その動画を見たメンバーも自身のツイッターでリツイートすることがあり話題になった。
4. 好きだ　好きだ　大好きだ！ (4:31)
作詞・作曲：Uchu Satoru 編曲：KAY
  - 初公開の新曲。
5. どんなときも。 (4:10)
作詞・作曲：槇原敬之 編曲：RAM RIDER
  - 2013年7月から同年12月までピザハットのTVCMソングとして採用されていた槇原敬之のカバー。
6. たべちゃいたいの (3:28)
作詞・作曲・編曲：TeddyLoid
  - 2013年公開の映画『くもりときどきミートボール2 フード・アニマル誕生の秘密』の日本版主題歌。同年11月13日に配信限定でリリースされていたが、今回初CD化。
  - 映画の日本語吹替版にはメンバーもヌマシュマロ役で声優として参加している。
7. スキスキ！TEMPURA KIDZ (3:47)
作詞・作曲・編曲：スチャダラパー
  - 2015年4月14日にゲーム『Angry Birds Fight!』のキャンペーン・ソングとしてミュージック・ビデオがYoutubeに公開され、同年5月7日に配信限定でリリースされていたが、今回初CD化。
  - ミュージック・ビデオにはメンバーが各々Angry Birdsのキャラクター・コスチュームを着て出演している。
8. ミイラキラー (4:17)
作詞：いつか 作曲：いつか、Yasuhito Yamada by LUUxOOR 編曲：Yasuhito Yamada by LUUxOOR
  - 「TEMPURA KIDZ vs Charisma.com」名義でのコラボ曲。
  - ミュージック・ビデオにはCharisma.comも出演し、80年代風のテレビ番組を再現した内容となっているが、2015年1月25日にプロレスラーの中邑真輔とのコラボレーションしたミュージック・ビデオがYoutubeに公開され、こちらも話題になった。
9. ONE STEP (4:23)
作詞・作曲・編曲：nishi-ken
  - 2013年3月6日にリリースされたメジャー・デビュー・シングル。
  - テレビ東京系アニメ『超速変形ジャイロゼッター』第2期エンディングテーマ。
10. マスクマスク (3:17)
作詞・作曲・編曲：RAM RIDER
  - 「CIDER CIDER」のセルフカバーとしてミュージック・ビデオのショート・バージョンが2014年12月25日にYoutubeにて公開されていたが、今回初CD化。
11. あっち、こっち、そっち。 (4:40)
作詞：木の子 作曲・編曲：nishi-ken
  - 2014年4月からNHK BSプレミアム『カリスmama』のエンディング・テーマとして公開されていたが、今回初CD化。

### DVD
初回生産限定盤のみ。
- Video Clip

1. CIDER CIDER
2. ONE STEP
3. はっぴぃ夏祭り
4. ミイラキラー
5. マスクマスク
6. スキスキ！TEMPURA KIDZ
7. LOLLiPOP